# Maksym Petrenko
Pour les articles homonymes, voir Petrenko.
Maksym Petrenko (en ukrainien : Максим Петренко) est un grimpeur ukrainien, né le 7 janvier 1978 à Louhansk et mort le 15[réf. nécessaire] octobre 2024 dans la région de Toretsk. Il a notamment remporté une médaille de bronze aux championnats du monde.

## Biographie
La carrière de Petrenko en compétition s’étend de 1992 à 2007, il participe au circuit de coupe du monde et à sept championnats du monde, principalement en difficulté. Il remporte notamment les championnats du monde jeunes en 1997 à Moscou, puis une médaille de bronze aux championnats du monde senior en 1999 à Birmingham,.
En extérieur, Maksym Petrenko grimpe des voies côtées jusqu’à 8c+.
En 2024, il s’engage dans l’armée ukrainienne pour combattre lors de l’invasion de l'Ukraine par la Russie ; en octobre, durant les combats autour de Toretsk, dans la région de Donetsk, il est tué par un tir de mortier.